# Spychowo Wąskotorowe
Spychowo Wąskotorowe (do 1960 Pupy Wąskotorowe) – zlikwidowana wąskotorowa stacja kolejowa w Spychowie na linii kolejowej Spychowo Wąskotorowe – Myszyniec, w powiecie  szczycieńskim, w województwie warmińsko-mazurskim, w Polsce.